# 葛登名
葛登名（1531年—1585年），字道行，别號定菴，河南南陽府泌陽縣人，民籍，明朝政治人物。

## 生平
隆庆元年（1567年）丁卯科河南鄉試第三十五名舉人。隆慶五年（1571年）中式辛未科會試第三百十八名，三甲第八名進士。户部觀政，授行人，三次出使藩國，以廉慎稱。萬曆二年（1574年）擢兵部车驾司主事，四年升职方司员外郎、武库司郎中，八年（1580年）擢长沙府知府，十一年调袁州府，歲餘告病歸里。回家月餘去世，年五十五。

## 家族
曾祖葛麟；祖父葛昇；父葛芥，母劉氏。